# 可適性視訊編碼
可適性視訊編碼（Scalable Video Coding, SVC）是傳統H.264/MPEG-4 AVC編碼的延伸，可提升更大的編碼彈性，並具有時間可適性（Temporal Scalability）、空間可適性（Spatial Scalability）及訊雜比可適性（SNR Scalability）三大特性，使視訊傳輸更能適應在異質的網路頻寬。

## 概述
SVC的目標在於標準化已使編碼的高品質的影像碼流，可以獨立拆分成一個或多個子位元流（subset bitstream）進行解碼，可以自己用一個複雜和重建質量達到類似的利用現有的H.264/MPEG-4 AVC的設計與相同數量的數據碼流中的一個子集。
一個子位元流（subset bitstream）可以代表一個空間或時間分辨率較低或品質較差的的視訊信號（每個單獨或組合）相比。
- 時間（幀速率）的可適性：由於一般視訊壓縮都會利用運動補償的手段，紀錄位移向量（motion vector）。在某些系統的應用上，可以跳過某幾幀用其鄰近幀的位移向量內插出該被跳過幀的結果。在解碼端同樣利用運動補償算回該被跳過幀。
- 空間（圖片大小）的可適性：圖形（或視訊壓縮中的一幀）在壓縮編碼的時候即存下了多重大小（或解析度）的結果。讓解碼端得以視需求解碼回所需的圖片大小（或解析度），可能以較小的結果換取解碼的效率。通常較小的圖片即帶有大圖片一部份的特性，大圖的儲存上不需要重複記錄這些重複的部分。
- 信噪比/質量/品質可適性：在壓縮編碼的時候將多重品質（qualities）的結果都存下來。讓解碼端得以視需求解碼回所需的圖片品質，可能以較低的品質換取解碼的效率。通常品質較差的圖片仍有一定的代表性，品質較佳的結果在儲存上不需要重複記錄重複的資訊。
- 聯合可適性（Combined scalability）：結合上述三個擴展性。

### 例子
空間可適性與品質可適性的綜合應用可以參考JPEG 2000影像壓縮。JPEG 2000從遞進性（Progressive）與可適性（Scaling）兩個角度來看待：
- 從遞進性的角度來看，解碼的過程會先去擷取前端低解析度資訊，先解得低解析度圖片；再一步步擷取更多資訊，逐步增進解析度。這代表了使用者可以視需求只解碼部分而得到縮圖，節省計算量。
- 從可適性的角度來看，其編碼內容可以在任意位置截斷，從頭至此的編碼片段可被解碼回一張較低解析度的圖片。編碼片段越長，解碼後的解析度越高（或說放大到同樣解析度時，其峰值信噪比（PSNR）較佳）。這意味了當需要更高壓縮率時，直接丟棄後方的編碼資料即可達成。

## 里程碑
- 2003年10月，Moving Picture Experts Group（MPEG）提出SVC Technology的提議
- 2004年4月: 第14版提議出爐

## 規範
- Scalable Baseline Profile
  - 支持B frame，加權預測的CABAC熵編碼法，以及8 × 8亮度變換在增強層，雖然基礎層（base layer）要符合有限制baseline。
  - 質量和時間（Quality and temporal）可擴展編碼的支持不受任何限制。
- Scalable High Profile
- Scalable High Intra Profile

## 外部連結
- JVT document archive site
- JVT organization description （页面存档备份，存于）
- MPEG-4/H.264 SVC Analyzer
- SVC Reference Software
- Open SVC decoder: Open implementation of the SVC standard. （页面存档备份，存于）